# Platycerus hongwonpyoi
Platycerus hongwonpyoi es un género de escarabajos  de la familia Chrysomelidae. En 1989 Imura & Choe describió el género. Presenta las siguientes subespecies:
- Platycerus hongwonpyoi dabashanensis Okuda, 1997
- Platycerus hongwonpyoi funiuensis Imura, 2005
- Platycerus hongwonpyoi merkli Imura & Choe, 1989
- Platycerus hongwonpyoi mongolicus Imura & Bartolozzi, 2006
- Platycerus hongwonpyoi quanbaoshanus Imura, 2011
- Platycerus hongwonpyoi quinlingensis Imura, 1993
- Platycerus hongwonpyoi shennongjianus Imura, 2008